# Lovelyn Enebechi

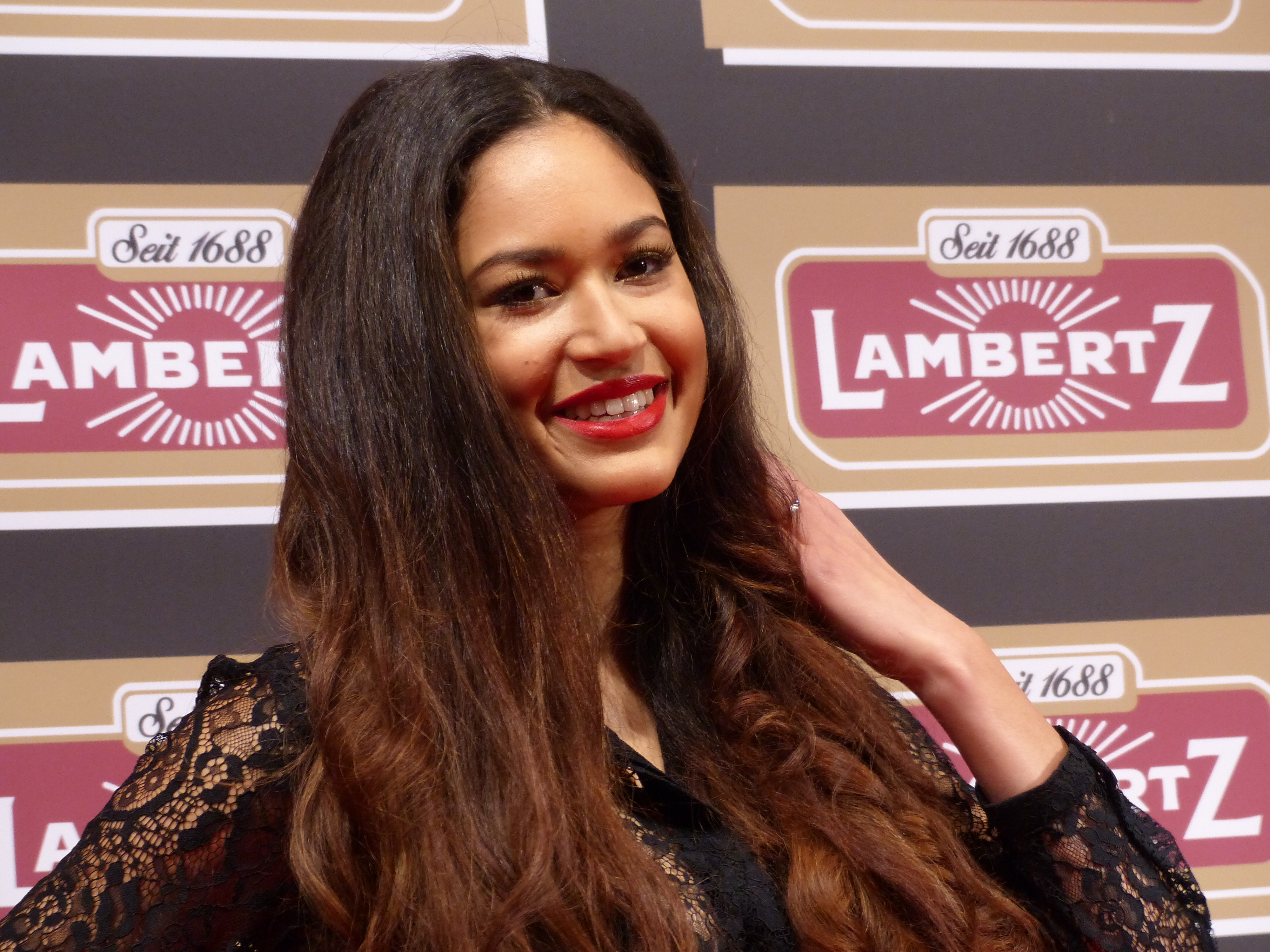
Lovelyn Enebechi, 2016

Lovelyn Chinwe Enebechi (* 21. Oktober 1996 in Hamburg) ist ein deutsches Model. Sie wurde 2013 Siegerin der achten Staffel der Castingshow Germany’s Next Topmodel.

## Leben
Sie wurde 1996 in Hamburg geboren. Ihr Vater ist Nigerianer, ihre Mutter Deutsche. Vor ihrer Castingshow-Teilnahme besuchte sie die zehnte Klasse des Heinrich-Heine-Gymnasiums in Hamburg.
2013 nahm sie an der achten Staffel von Germany’s Next Topmodel teil, für die sich rund 15.500 Kandidatinnen beworben hatten. Eigenen Angaben zufolge verfügte sie über keinerlei Modelerfahrung. Sie gehörte zu den 25 vorausgewählten Bewerberinnen, deren Zahl sich in den folgenden 13 Sendungen auf vier Finalteilnehmerinnen verringerte.
Im Finale, das im Mai 2013 in der Mannheimer SAP Arena als Liveshow stattfand, kürte die Jury die damals 16-jährige, die von Moderatorin Heidi Klum als „Baby Beyoncé“ bezeichnet wurde, zur Siegerin. Enebechi war wie die vorangegangenen Gewinnerinnen auf dem Cover der deutschsprachigen Ausgabe der Cosmopolitan zu sehen. Sie gewann ein Apartment in einer Modemetropole ihrer Wahl und eine Siegprämie in Höhe von 250.000 Euro. Zuvor hatte sie bereits wie die anderen Finalistinnen ein Auto erhalten.
Wie andere Teilnehmerinnen der Show stand sie bei Günther Klums Modelagentur ONEeins unter Vertrag, wechselte jedoch später zur Agentur PMA Models in Hamburg, mit der sie bereits vor ihrem Sieg zusammengearbeitet hatte. Danach machte sie Abitur und übernahm einige Modeljobs, beispielsweise für die Modeschöpferin Anne Görtz und Breuninger. Sie ist seit Februar 2022 verheiratet.